# Île Hornby
L'île Hornby est une île de Colombie-Britannique, une des îles Gulf.

## Histoire
Elle a été découverte et nommée Isla de Lerena en 1791 lors du voyage de la Santa Saturnina de Juan Carrasco et José María Narváez et a été rebaptisée en 1850 en l'honneur de Geoffrey Hornby (en), commandant de la station du Pacifique. 

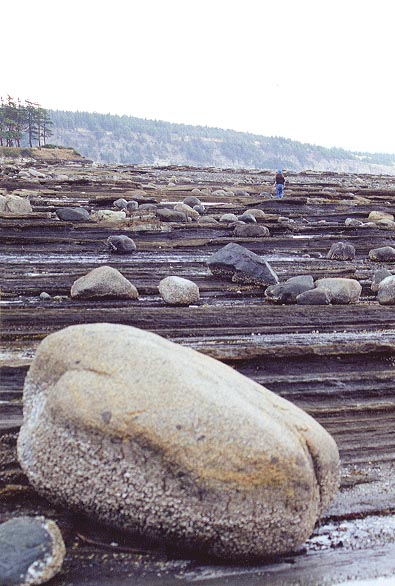
Une plage de rochers sur l'île Hornby